# 仲孙它
仲孙它（？—？），姬姓，孟孙氏，名它，一作佗，字子服，谥孝，又被称为子服它、孝伯、子服佗，是孟献子的儿子，孟庄子的弟弟，鲁国大夫。
季文子在鲁宣公和鲁成公时担任上卿，他的妾不穿丝帛，马不喂精饲料。仲孙它劝他说：“您是鲁国的上卿，辅佐过两朝国君，妾不穿丝帛，马不喂精饲料，国人会以为您很吝啬，而且国家不也有失体面吗？”季文子说：“我也愿意华贵奢侈，但是我看很多国人的父兄还在吃粗粮、穿陋衣，所以我不敢华贵奢侈。别人的父兄衣食不丰，而我却优待妾和马，这难道是辅佐国君的人该做的吗？何况我只听说高尚的德行可以为国增光，没听说过妾和马可以拿来夸耀的。”
季文子把这件事告诉了仲孙它的父亲孟献子，孟献子因此把仲孙它关了七天。此后，仲孙它的妾穿的只是粗布，喂马的饲料也只是稗草。季文子知道后说：“有错误而能改正，是人中之俊杰。”于是推荐仲孙它担任上大夫。

## 评价
·《汉书·古今人表》：中下